# Josep Ayats Surribas

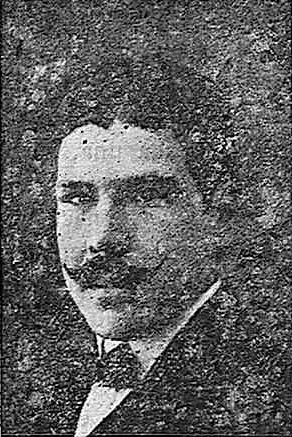
Josep Ayats Surribas (1915)

Josep Ayats Surribas (geboren 14. November 1886 in Olot; gestorben 1949 in Madrid) war ein katalanischer Politiker und Mitglied des spanischen Parlaments während der Zweiten Republik. 

## Biographie
Von 1910 bis 1911 war er Direktor der Zeitung El Norte in Girona. 1922 schloss er sich mit anderen Anti-Karlins, Mauritianern und Christdemokraten der Partit Social Popular an.
Er unterstützte die Diktatur von Miguel Primo de Rivera und wurde 1927 Mitglied der Nationalen Beratenden Versammlung. Danach war er Mitglied der Liberalen Republikanischen Rechten und Abgeordneter der Provinz Girona bei den spanischen Parlamentswahlen von 1931 und 1933. Als Gegner des ERC-Nationalismus war er 1934 Mitglied des katalanischen Volksaktionskomitees und wurde 1935 zum Unterstaatssekretär des Arbeitsministeriums unter der Leitung des Ministers Josep Oriol Anguera de Sojo ernannt. Bei den spanischen Parlamentswahlen von 1936 wurde er von der Front Català d’Ordre aufgeboten, jedoch nicht gewählt.